# Montrésor
Montrésor is een gemeente in het Franse departement Indre-et-Loire (regio Centre-Val de Loire). De plaats maakt deel uit van het arrondissement Loches. Montrésor is lid van Les Plus Beaux Villages de France. De gemeente telde 313 inwoners op 1 januari 2022.

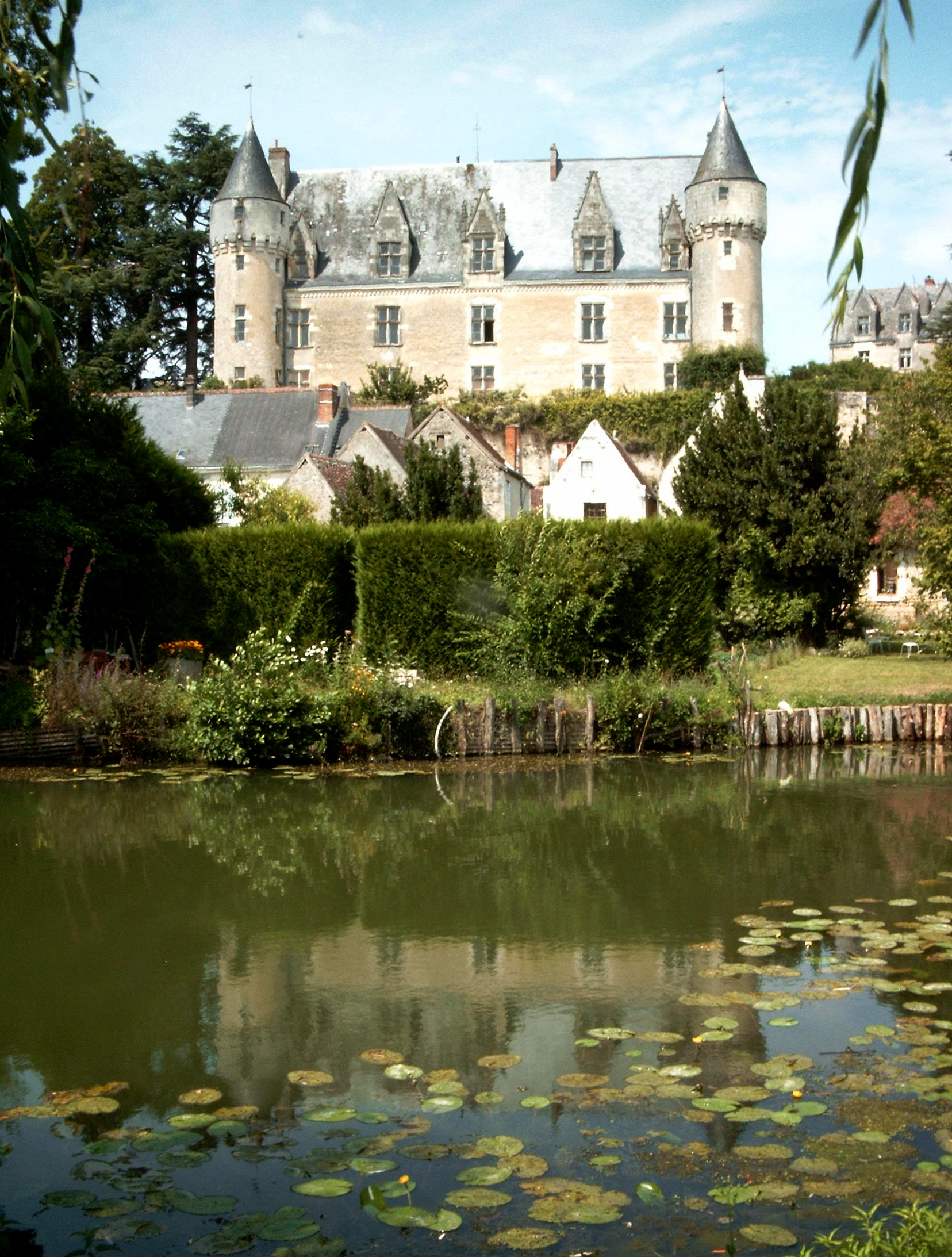
Kasteel

## Geografie
De oppervlakte van Montrésor bedroeg op 1 januari 2022 0,98 vierkante kilometer; de bevolkingsdichtheid was toen 319,4 inwoners per km².

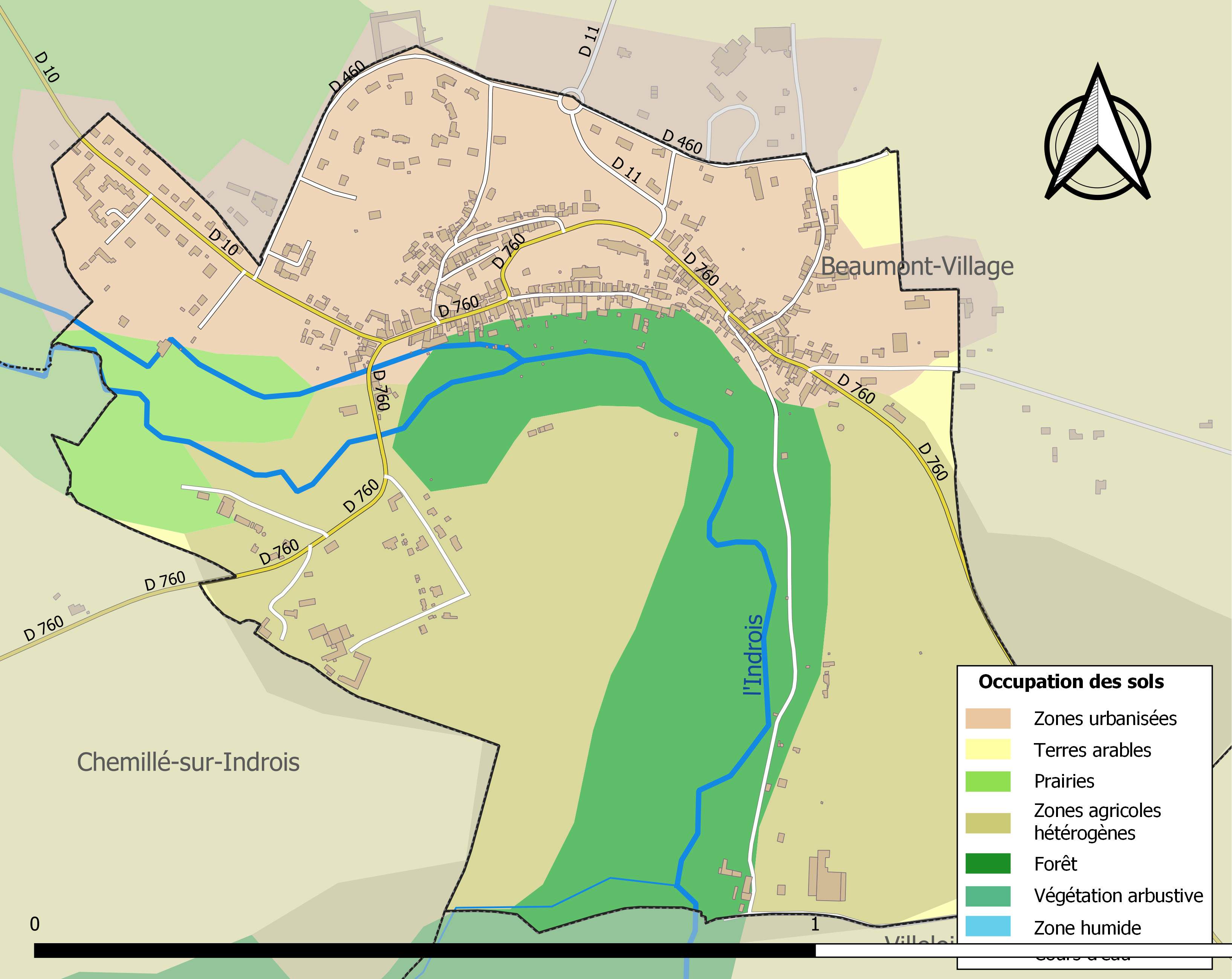
Kaart van de gemeente met belangrijkste infrastructuur, bodemgebruik en omliggende gemeenten

## Demografie
Onderstaande figuur toont het verloop van het inwonertal (bron: INSEE-tellingen).